# Baron Lyell
Baron Lyell, of Kinnordy in the County of Forfar, war ein erblicher britischer Adelstitel in der Peerage of the United Kingdom.

## Verleihung
Der Titel wurde am 4. Juli 1914 für den ehemaligen Unterhausabgeordneten Sir Leonard Lyell, 1. Baronet geschaffen. Ihm war bereits am 24. Januar 1894 in der Baronetage of the United Kingdom der fortan nachgeordnete Titel Baronet, of Kinnordy in the County of Forfar, verliehen worden.
Die Titel erloschen beim Tod seines Urenkels Charles Lyell, 3. Baron Lyell am 10. Januar 2017.

## Liste der Barone Lyell (1914)
- Leonard Lyell, 1. Baron Lyell (1850–1926)
- Charles Lyell, 2. Baron Lyell (1913–1943)
- Charles Lyell, 3. Baron Lyell (1939–2017)